# Òstria

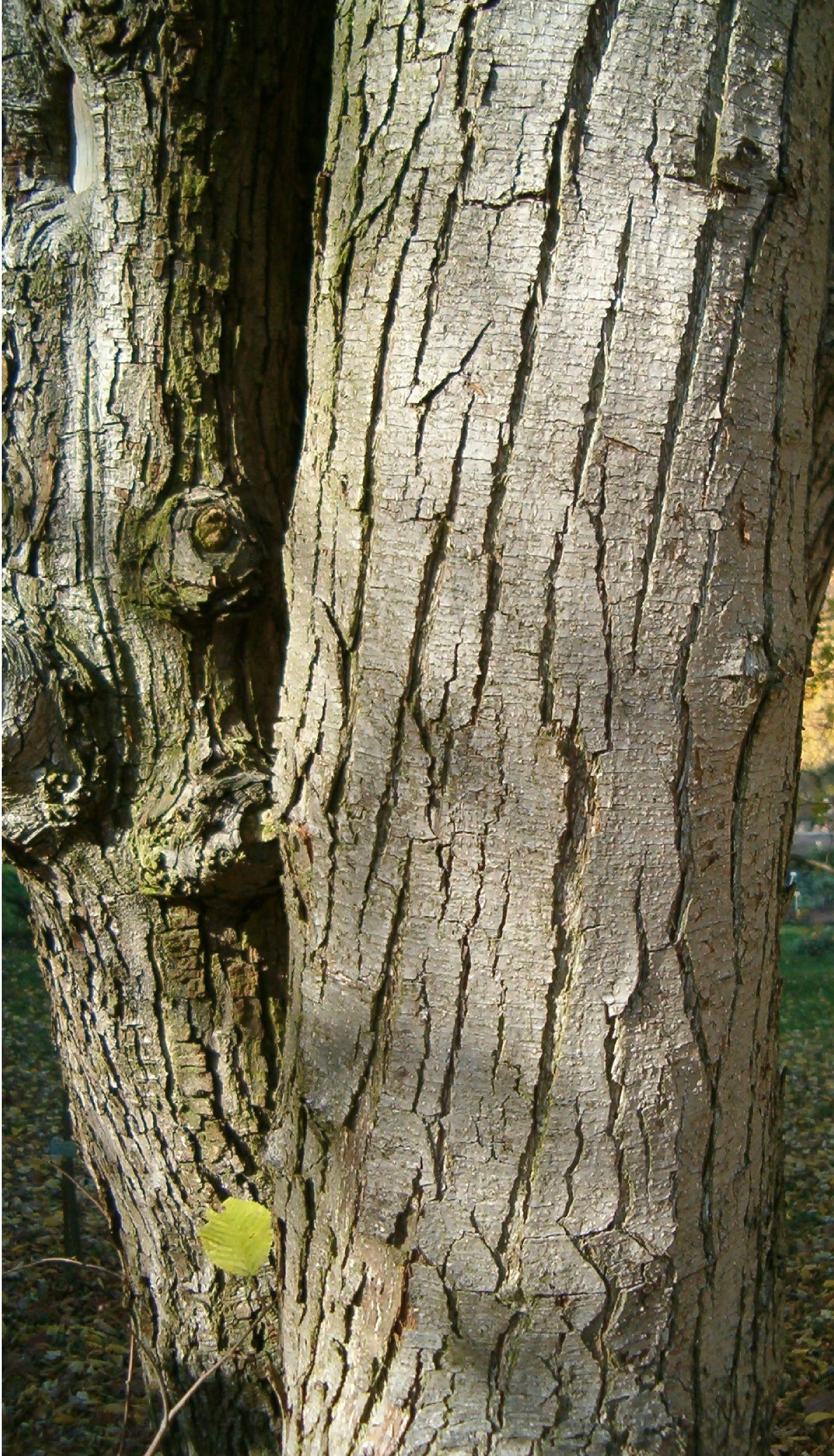
tronc

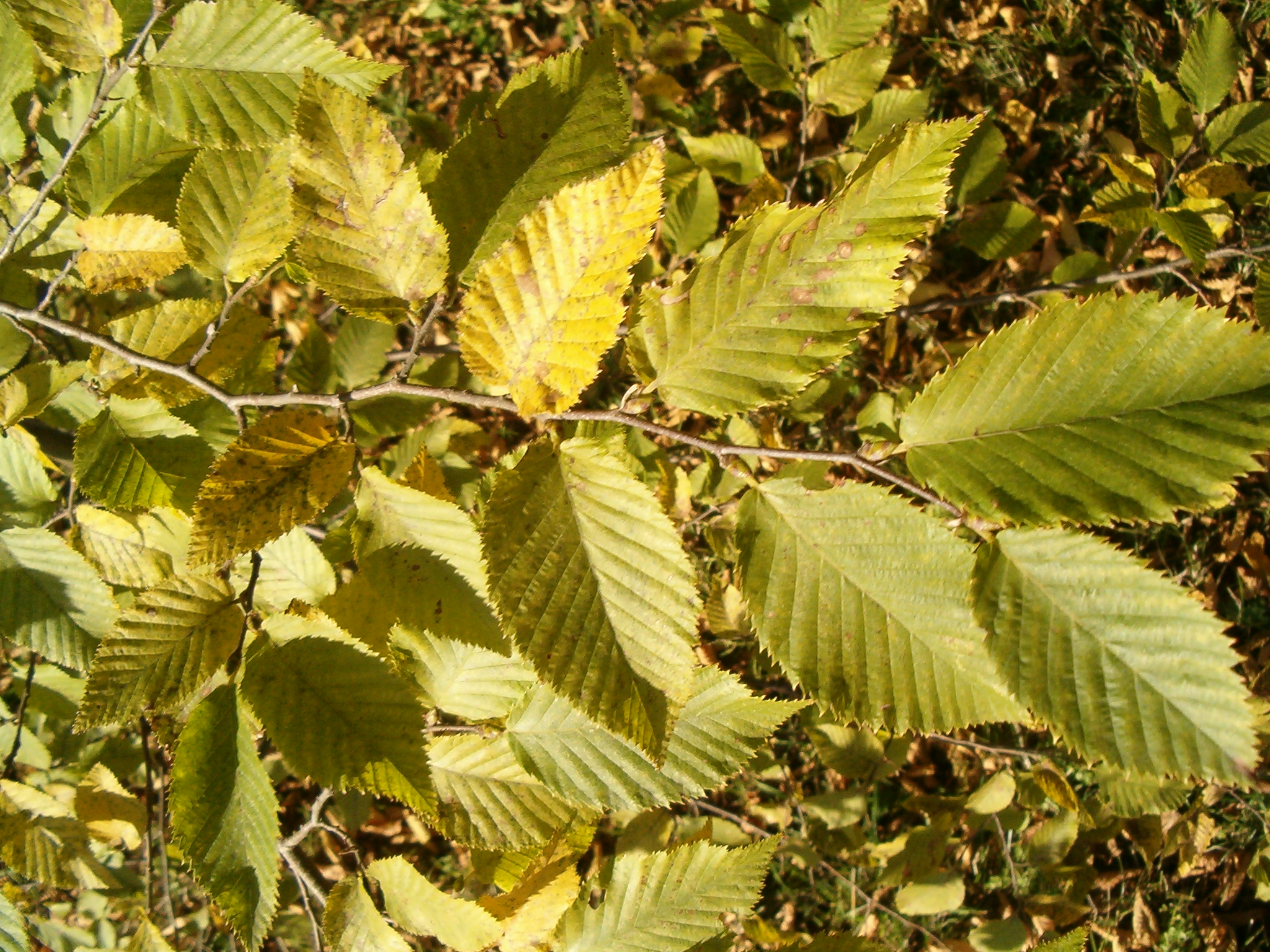
fulles

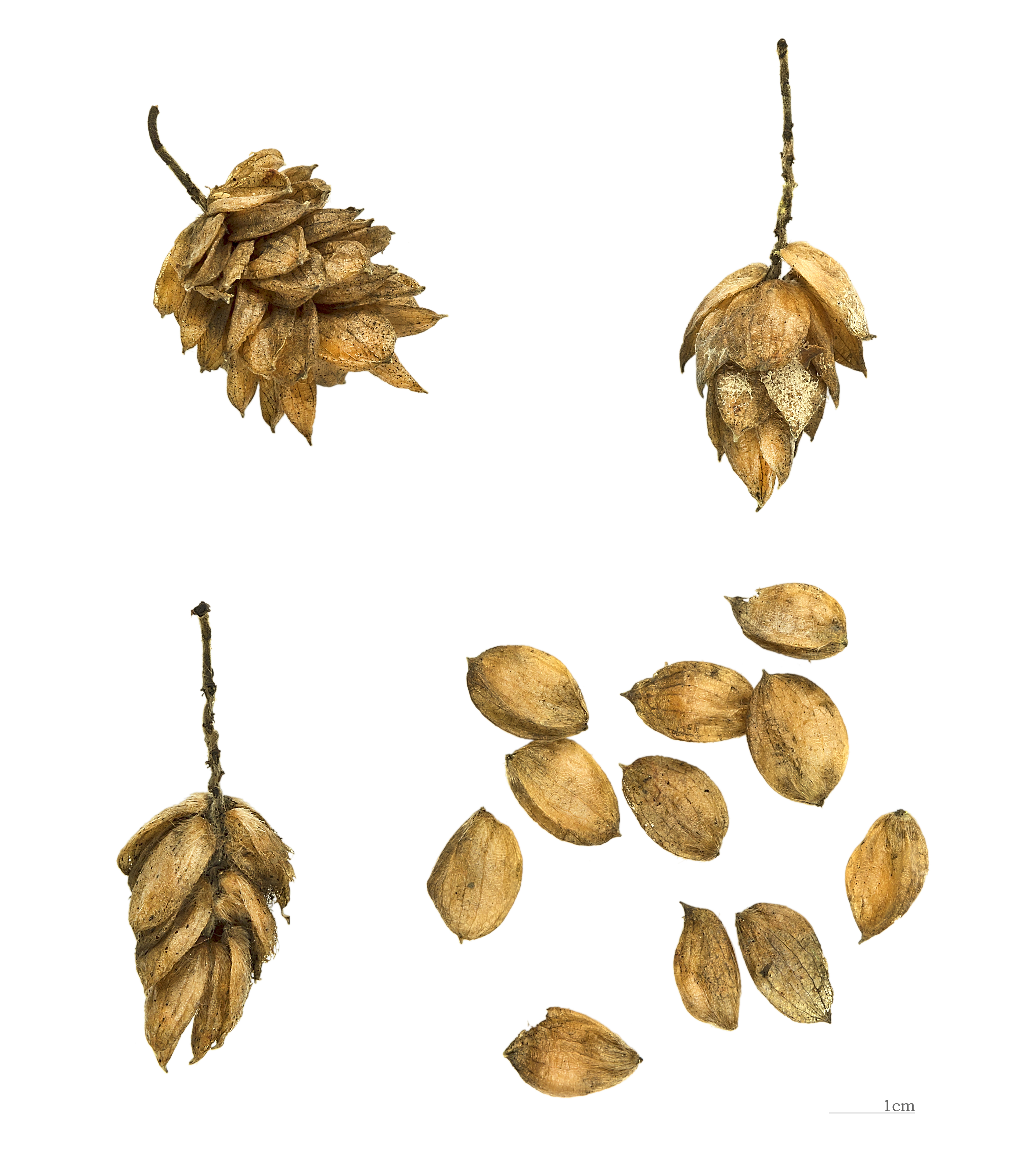
Ostrya carpinifolia

L'òstria (Ostrya carpinifolia) és original del surest d'Europa fins a arribar al Caucas i l'Àsia Menor. El seu nom prové del llatí carpinifolius-a-um, del gènere Carpinus, carpí, i folium-ii, fulla, per la similitud de les fulles amb les dels carpins.

## Descripció
L'òstria és un arbret de mida mitjana i de capçada arrodonida que pot arribar als 20 m d'alçada al territori d'on és originari. Acostuma a trobar-se sobre sòls calcaris però, en general, és molt poc exigent quant a la natura dels sòls, fins i tot, en els que són secs i rocallosos. No toleren, però, els terrenys massa secs, o massa humits, o massa compactes.

L'escorça és de color gris, llisa, que aviat s'obre amb petites esquerdes, que passen a ser més abundants i profundes amb l'edat. Els branquillons són d'un color marró fosc i pilosos.

Les fulles són ovalades, de 4 a 10 cm de llargada per de 2 a 5 cm d'amplada, acuminades i apuntades a l'àpex, i arrodonides a la base. Marge doblement asserrat, amb serres molt afilades. L'anvers és d'un verd fosc, mentre que el revers és d'un verd més pàl·lid, amb pèls dispersos, especialment als 11-15 parells de nerviacions.

Les floracions i fruits són especialment característics. Les flors, en aments, poden penjar fins a 7 cm de longitud, omplint tot l'arbre a la primavera, abans de la brotada de les fulles. Els fruits formen raïms de 5 cm de longitud, primer de color verd pàl·lid, per passar després a groc, i resten a l'arbre fins a la tardor, que es tornen de color marró.

## Usos
La seva fusta és dura i resistent amb diverses aplicacions, i se la coneix com la fusta de ferro; produeix un excel·lent carbó vegetal.